# 金子尚一
金子 尚一（かねこ ひさかず、1900年 - 1997年）は、日本の英米文学者、教育者、立教大学名誉教授、立教大学文学部教授・予科教授・学生部長。立教大学オーケストラ部長を務めたほか、立教大学英語会（ESS）の支援も行うなど、学生らの活動にも深く携わった。

## 人物・経歴
立教大学文学部英文学科在学中から優秀で、1925年に卒業後、直ぐに立教大学文学部助教授に就任し、アメリカに留学してケニオン大学で文学修士（MA）を取得。
1929年に立教大学予科教授に就任し、その後文学部教授も兼任し、予科では英作文と英訳を、文学部では英文学を講じた。
1944年4月、立教大学学生部副部長、1945年4月には立教大学学生部長を務める。
1945年10月24日にGHQにより教職追放処分となるが、翌月の11月には連合軍総司令部顧問に就任する。そこでの具体的な職務内容は不明だが、1949年11月から連合軍総司令部外交局にも勤務しており、追放後もGHQは金子を重用していたことが分かっている。
1952年、追放処分が解除され、1953年4月に立教大学文学部講師として立教に復帰し、同年10月に再び立教大学文学部教授となり、1966年3月に定年で退職した。
立教大学在職中には、立教大学英語会（ESS）の運営に関わり、同会の卒業生で組織される立英会の初代会長を務めた。金子が亡くなった後、夫人の金子寿子が遺志を継いで、ESSの学生のために多額の寄付を行い、それを基にして金子基金が創設された。寿子夫人が他界後にも、遺言により遺産の一部が遺贈されている。また、立教大学英語会（ESS）が主催する大会の一つとしてウィリアムス杯などとともに、金子杯が設けられている。
金子は立教大学オーケストラ部長も務め、当時学生部長を務めていた岩井祐彦（大学チャプレン）を始め、竹田鐵三（元大学チャプレン）、辻荘一（グリークラブ部長、名誉教授）らとともに、立教大学メサイア演奏会の開催実現のために活動を行った。記念すべき第1回目の立教大学メサイア演奏会は1962年12月22日、文京公会堂（現・文京シビックホール）にて開催された。